# Airstar
 (juin 2017).
Si vous disposez d'ouvrages ou d'articles de référence ou si vous connaissez des sites web de qualité traitant du thème abordé ici, merci de compléter l'article en donnant les références utiles à sa vérifiabilité et en les liant à la section « Notes et références ».
Airstar est une entreprise fabriquant des ballons éclairants. Elle a été fondée en 1994 par le français Pierre Chabert. Ses produits sont utilisés sur les marchés de la construction, de la sécurité, du cinéma, de l’événementiel, et de l’architecture. La société possède des filiales et distributeurs à l'étranger.

## Historique
Le premier ballon à avoir été commercialisé est le Lunix en 1994. Airstar propose des produits aux marchés de la construction et de la sécurité, y compris des solutions d’éclairage autonomes sur batteries. 
Sur le marché de la sécurité, les ballons éclairants sont utilisés lors de missions de sécurité civile, de sécurité intérieure ou pour les différentes armées. Ils sont également déployés lors de catastrophes naturelles, d’accidents ou sur des missions de médecine d’urgence afin d’aider les équipes de secours.
En 2015, Airstar reprend la branche « Espace » du groupe Zodiac Marineet fonde une nouvelle entité : Airstar Aerospace. Cette entité, localisée à Ayguesvives (31), développe et produit des ballons captifs, des ballons stratosphériques, des dirigeables et des protections thermiques pour satellites. En mars 2019, Airstar Aerospace est racheté par le groupe CNIM et est rebaptisée CNIM Air Space. 

## Entités
Airstar possède des départements spécialisés : Airstar Light, Airstar Architecture.

## Galerie

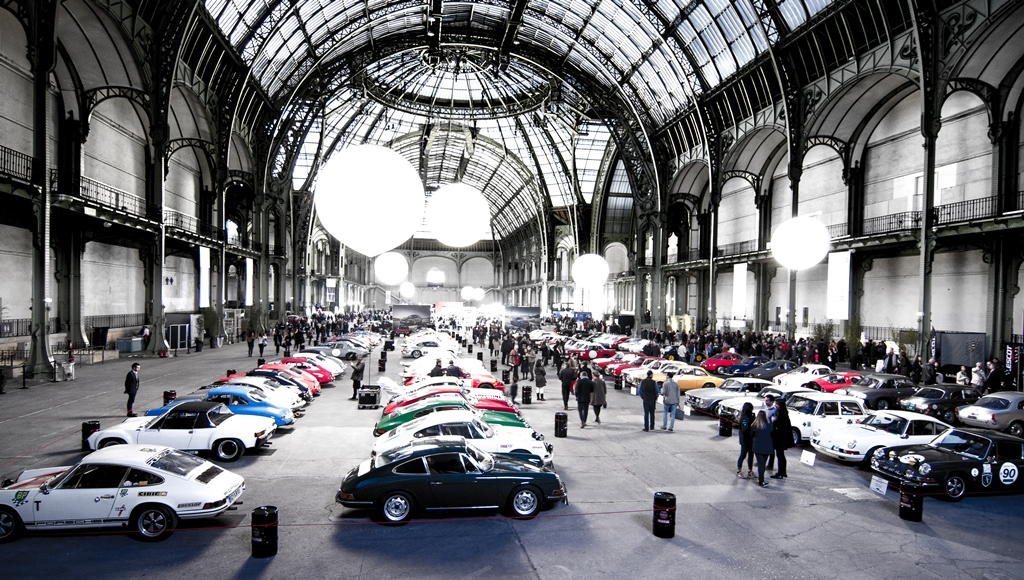
Grand Palais. Tour Auto by Airstar. Paris 2016
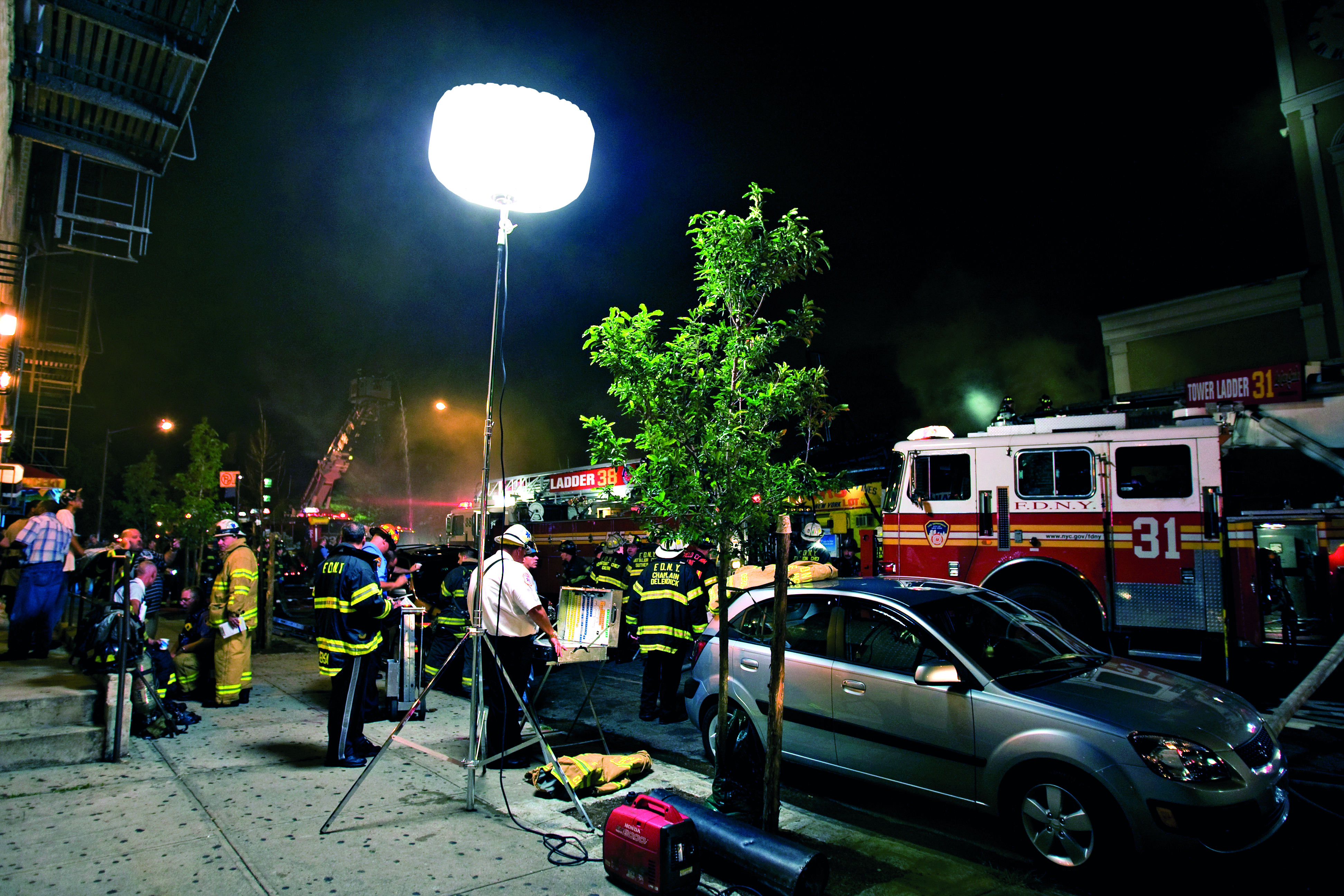
Equipes de secours lors du 11 septembre 2001
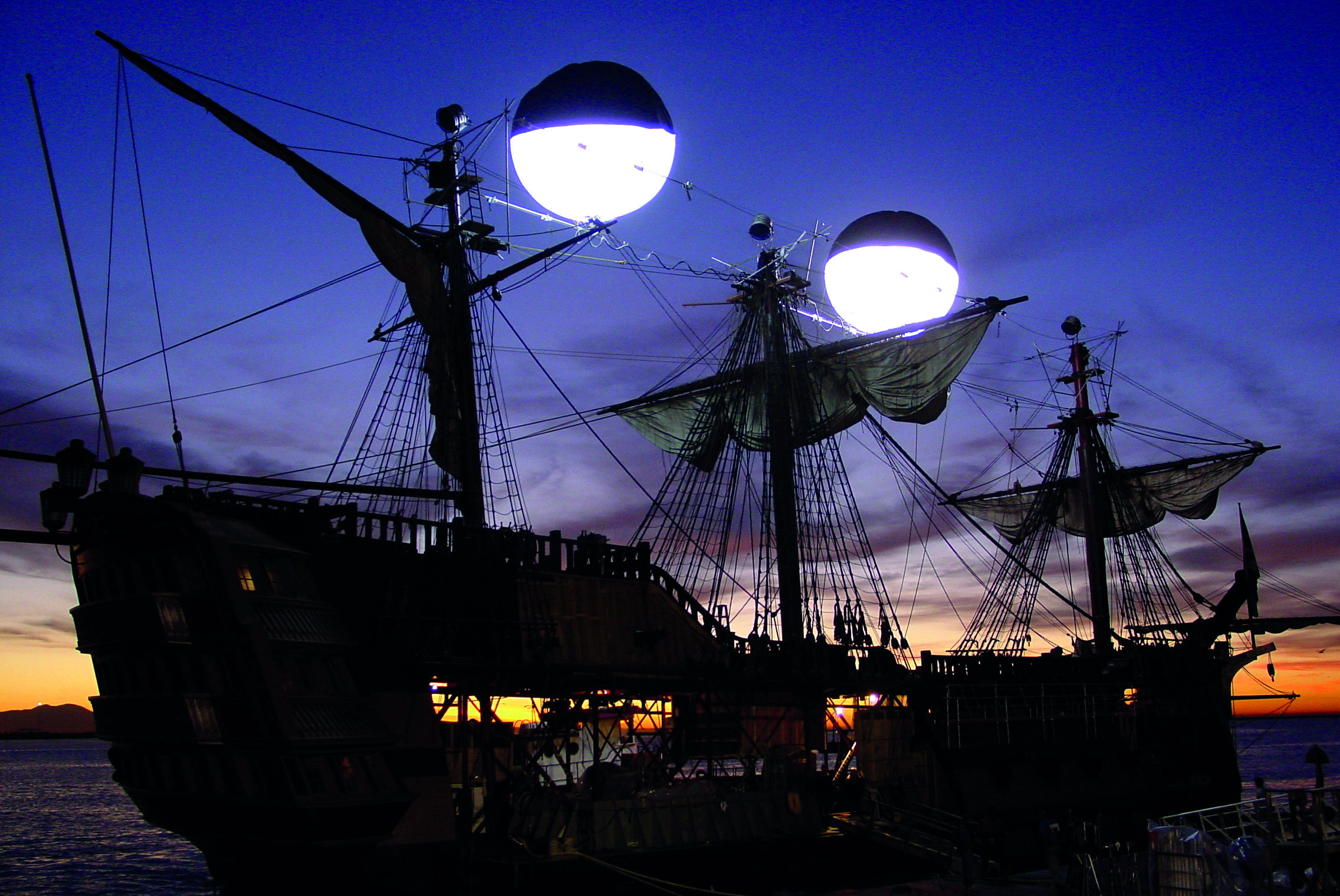
Tournage du film Pirates des Caraïbes
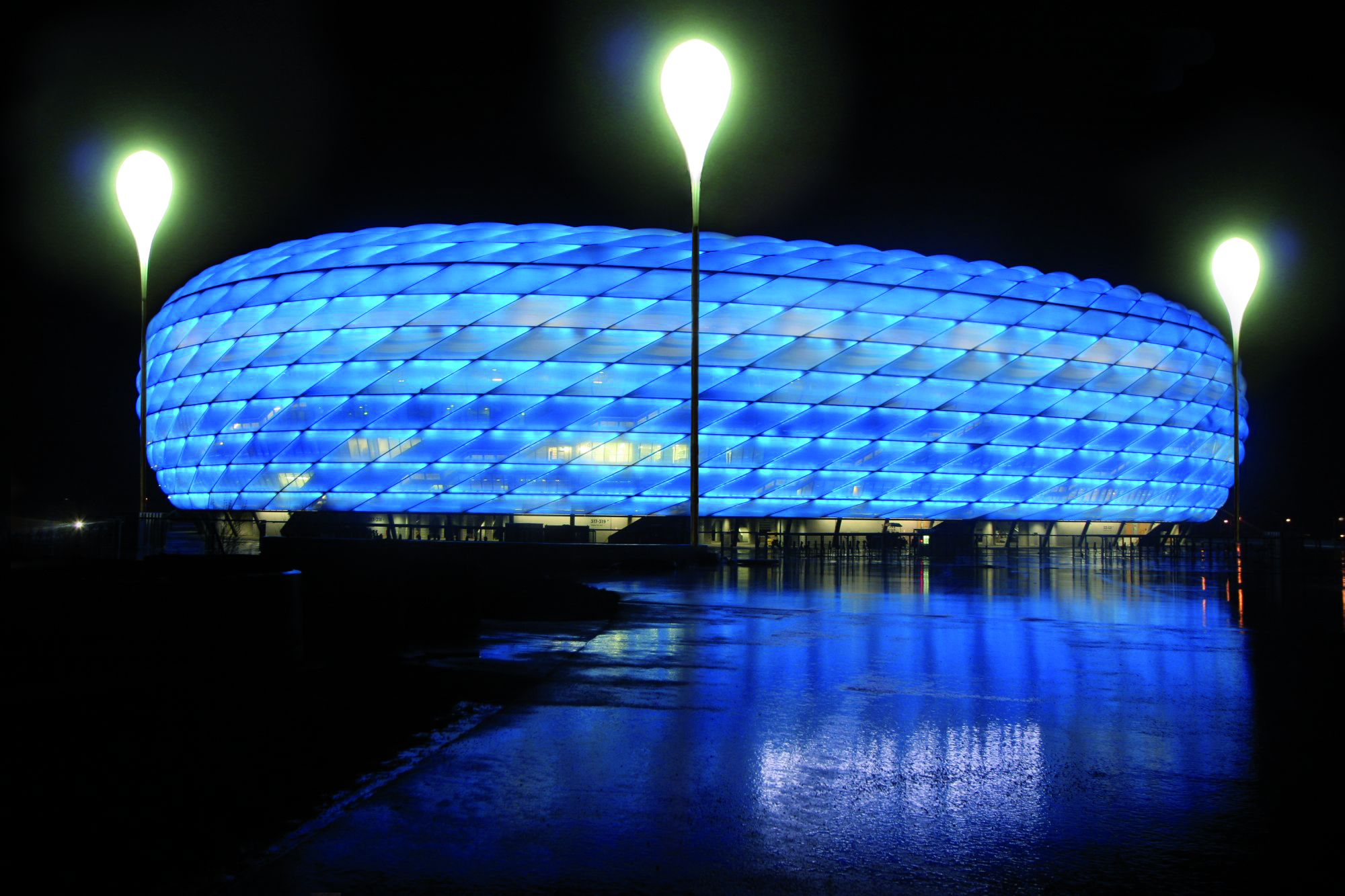
Pixocom d'Airstar, éclairage permanent à l'Allianz Arena de Munich
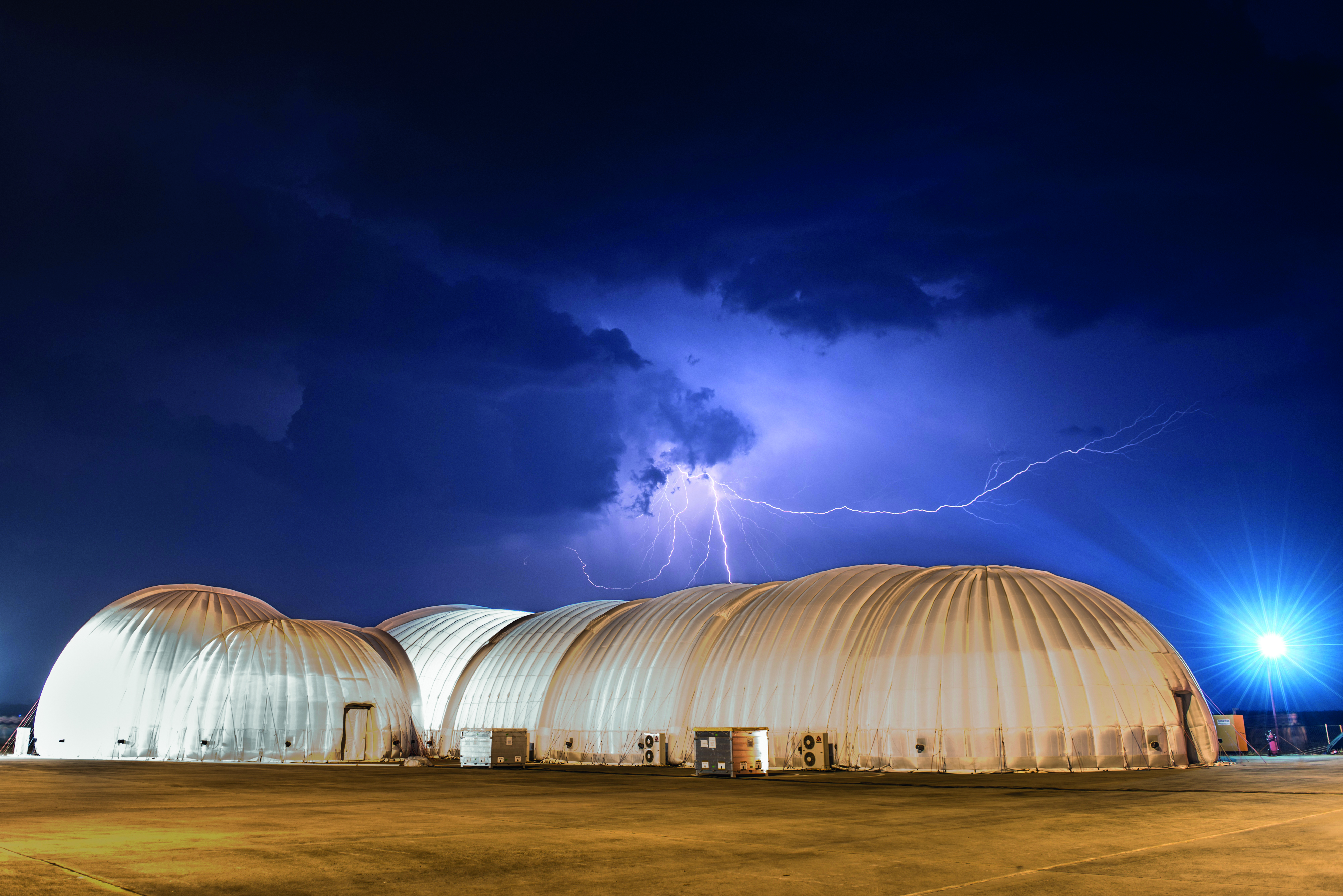
Hangar du Solar Impulse, Dôme Airstar